# All I Want Is Everything
"All I Want Is Everything" es una canción interpretada por Victoria Justice para la exitosa serie  Victorious en el episodio Locked Up. La canción fue lanzada el 2 de septiembre de 2011 como cuarto sencillo del álbum.

## Vídeo musical
El video musical fue lanzado el 4 de marzo de 2012 y que cuenta con el elenco de Victorious y Victoria Justice. La historia del video es Victoria tratando de obtener la atención de un chico del que está enamorado de nombre Dean Stanland, y lo logra con la ayuda de sus amigos (Ariana, Daniella, Matt, Leon, Liz y Avan.)
El video termina con un mensaje de "continuará", que lleva a la multitud de destello que fue hecho en público el 18 de septiembre de 2011 y fue una sorpresa para muchos aficionados. En el flash mob, Dean encuentra Victoria y ella canta una canción con él (All I Want Is Everything) y aparecen los actores.
El flash mob fue filmado por VEVO y se puede ver aquí.